# 巴迪·貝爾
大衛·格斯·「巴迪」·貝爾（英語：David Gus "Buddy" Bell，1951年8月27日—），為美國職棒大聯盟的三壘手和總教練，生涯曾效力過印地安人、遊騎兵、紅人與太空人等隊。貝爾後來曾執教過老虎，洛磯與皇家等隊。他的父親Gus Bell也是一名大聯盟球員，兩個兒子Mike和David日後也都登上大聯盟。貝爾生涯入選過5次明星賽，6次拿下金手套獎。大聯盟歷史上只有5對家族的祖孫三代都成為大聯盟成員，貝爾家族便是其中之一。

## 生平
Gus Bell效力於海盜期間生下了貝爾，他也在1969年投入職棒選秀，並被印地安人選走。1972年，他首度站上大聯盟。隔年他便成功入選明星賽。
1978年球季結束後，印地安人將貝爾交易到遊騎兵，換來Toby Harrah。1979年，貝爾敲出200支安打與101分打點，成功拿下生涯首座金手套獎。他在1979年到1984年間拿了三座金手套獎，1984年拿下銀棒獎。1980年代初，貝爾的打擊率都能維持在聯盟前10。
貝爾的防守能力相當出色，在進階防守數據TZR方面，他的成績甚至比名人堂球員威利·梅斯還來得優秀。
1985年球季中，貝爾被交易到紅人，而這支球隊也是他父親成名的地方。1988年，貝爾的成績開始出現衰退，因此他在季中被交易到太空人。同年12月，貝爾遭到太空人釋出，後來他又回到老東家遊騎兵。他在遊騎兵續打一年後選擇退休。
在退休後，貝爾繼續在紅人擔任教練。1994年到1995年，他在印地安人擔任教練。1996年至1998年，他在老虎隊當起總教練。之後又到洛磯執教，不過2002年，他帶隊開季僅拿下6勝16敗後被解雇。
2002年11月，貝爾回到印地安人續任教練職。2005年5月31日，皇家聘請貝爾擔任總教練。他在接任總教練後馬上帶隊拿下四連勝，為隊史第二遭。
2006年9月20日，貝爾的扁桃腺出現硬塊。因此他向球隊請假，在經過幾個月的治療後，他在2007年8月1日宣布將不再回到皇家擔任教練，決定在球季結束後退休回鄉陪家人。他表示這是自己做出的決定，並不是球團逼迫退休。

## 生涯打擊成績
| 出賽次數 | 打席  | 打數 | 得分 | 安打 | 二安 | 三安 | 全壘打 | 打點 | 盜壘 | 保送 | 三振 | 打擊率 | 上壘率 | 長打率 | OPS  |
| -------- | ----- | ---- | ---- | ---- | ---- | ---- | ------ | ---- | ---- | ---- | ---- | ------ | ------ | ------ | ---- |
| 2405     | 10009 | 8995 | 1151 | 2514 | 425  | 56   | 201    | 1106 | 55   | 836  | 776  | .279   | .341   | .406   | .747 |

## 執教成績
| 球隊         | 開始年 | 結束年 | 例行賽戰績 | 例行賽戰績 | 例行賽戰績 |
| 球隊         | 開始年 | 結束年 | 勝         | 敗         | 勝率       |
| ------------ | ------ | ------ | ---------- | ---------- | ---------- |
| 底特律老虎   | 1996年 | 1998年 | 184        | 277        | .399       |
| 科羅拉多洛磯 | 2000年 | 2002年 | 161        | 185        | .465       |
| 堪薩斯市皇家 | 2005年 | 2007年 | 174        | 262        | .399       |
| 總計         | 總計   | 總計   | 519        | 724        | .418       |
| 備註:        |        |        |            |            |            |

## 外部連結
- 球員資訊和成績在MLB，ESPN ，Retrosheet ，Baseball Reference ，Baseball Reference (Minors) ，Fangraphs ，The Baseball Cube （英文）